# Alfred Josefsen
Alfred Josefsen (født 3. august 1957 i Snedsted) er tidligere (indtil maj 2012) adm. direktør for supermarkedskæden Irma. I 2024 blev han medstifter og direktør for Alma Madmarked, som planlægger at åbne en ny række supermarkeder i Irmas stil fra 2025.

## Karriere
Alfred Josefsen fik efter sin cand.merc.-eksamen fra Handelshøjskolen i København i 1985 job som konsulent hos IKO-konsulent A/S. Derefter har hans karriere kredset om dagligvareområdet. Fra 1989-1991 som direktionssekretær i grossistselskabet Dagrofa A/S, fra 1991-1992 som direktør for Dagrofa-datterselskabet Vingros og fra 1992-1996 som direktør i Dagrofa S-Engros A/S. Efter en afstikker til Toms Chokolade som salgs- og marketingdirektør og til konsulentfirmaet Sebecca i 1998-1999, blev Alfred Josefsen i 1999 ansat som adm. direktør for Irma.
Han var desuden bestyrelsesformand i UNICEF Danmark fra 2006-2021 og i selskaberne Materiel Udlejning Holdning A/S, LejNu A/S og Garant Udlejning A/S.
Af anerkendelser har Alfred Josefsen bl.a. modtaget prisen som Årets leder i 2003 – en pris, der uddeles af Ledernes Hovedorganisation. Men også blandt sine egne i Coop-familien har han fået hæder. Uddelerforeningen gav ham i 2003 således prisen Årets Skulderklap for hans enestående arbejde med at vende udviklingen for Irma, der i 1999 havde underskud og lukkede butikker, men som senere ekspanderede og i nogle år opnåede fine resultater.

### Alma
Josefsen havde som 67-årig tænkt sig, at han ville leve mere tilbagetrukket, men da Irma-kæden lukkede i 2024, kom han i spidsen for et projekt med at starte en ny supermarkedskæde, Alma Madmarked, som skulle ligge tæt op ad de gamle Irmabutikkers stil. Han stiftede selskabet Alma Madmarked A/S i juni 2024 sammen med ægteparret bag Nordic Bioscience, Claus og Bente Juel Christiansen, med planlagt åbning af de første Alma-butikker i 2025.

## Udgivelser
- Kære Irma – it's all about people!. Forlaget Sebecca 2004. ISBN 87-990332-0-8
- Passion for ledelse. Gyldendal 2011.